# Zwaantjes

Het schild van het huis Ursel met de drie zwaantjes

De Zwaantjes is een wijk in Antwerpen aan de Hollebeek die de grensbeek vormt tussen de districten Hoboken en Wilrijk. De Sint-Bernardsesteenweg stak hier op haar weg van Antwerpen naar de Sint-Bernardusabdij in Hemiksem via een brug de Hollebeek over die hier via een vijver noordwaarts naar Kiel en de Schelde verliep. Aan deze brug over de Hollebeek was een uitspanning die het schild van het huis Ursel voerde en zowel naar dit schild als naar de zwanen en hun jongen op de plaatselijke vijver de Zwaantjes genoemd werd. Naar deze herberg werd ook de omgeving genoemd.
Het werd ook bekend als kruispunt en keerlus van de Antwerpse tramlijnen 2, 4 en 10. In de omgeving ligt aan de Jan Van de Wouwerstraat ook de tramstelplaats Hoboken (HBK).